# Paola Colonna
Paola Colonna, född 1380 i Genazzano, död 30 november 1445 i Piombino, var regerande dam av Piombino mellan 1441 och 1445. Hon efterträdde sin son Jacopo II Appiano (1399–1441) och efterträddes av sin dotter Caterina Appiani (1401–1451). 